# مارکزوهل
مارکزوهل (به آلمانی: Marksuhl) یک شهر در آلمان است که در وارتبورگکرایس واقع شده‌است. مارکزوهل ۳٬۱۸۱ نفر جمعیت دارد.